# バースカラ衛星
バースカラ衛星はインドの人工衛星。インド宇宙研究機関により作成され、1号機と2号機が存在する。インド初の低軌道地球観測衛星。遠隔測定法、海洋学、水文学に関するデータを集めた。名称は二人のインド人数学者バースカラ1世とバースカラ2世に由来する。

## バースカラ1号
重量444kg、高さ1.66m、直径1.55m。1979年6月7日、ソ連のカプースチン・ヤールより打ち上げられた。インド2つ目の人工衛星で、軌道傾斜角が50.7度、近点394km、遠点399km。2台のテレビカメラとマイクロ波放射計を搭載し、海面、地表のデータを収集した。しかし、カメラは機能不全であった。1981年3月に正式に運用終了した。

## バースカラ2号
重量436kg。1981年11月20日、ソ連のカプースチン・ヤールより打ち上げられた。軌道傾斜角が50.7度、近点368km、遠点372km。